# Giuseppe Bonolis
Giuseppe Bonolis (Teramo, 1º gennaio 1800 – Napoli, 2 aprile 1851) è stato un pittore italiano, noto soprattutto come ritrattista.

## Biografia
Figlio di Luigi e di Cecilia Quartaroli. Fu allievo di Muzio Muzii nella scuola privata di disegno da questi tenuta in Teramo.

Insegnante di Calligrafia nel Real Collegio di Teramo, nel 1822 fu rimosso dall'incarico come sospetto di Carboneria.

A Napoli, dove fissò la propria residenza, frequentò l'Accademia di belle arti di Napoli e fu allievo di Giuseppe Cammarano.
Si dedicò poi all'insegnamento in numerose scuole pubbliche e private: fu maestro di disegno nei collegi dei Gesuiti e dei Barnabiti e presso il Collegio delle fanciulle di San Francesco della Monache.
Fu particolarmente apprezzato, scrive il Palma, dalla regina Maria Isabella che si recò in visita al Collegio:
(Niccola Palma, Storia di Teramo, vol. V. Teramo, Tercas, 1981, p. 359)
Sposò nel 1832 Adelaide Mazza che era stata una sua allieva. Giuseppe Bonolis si espresse con particolare successo nel campo della ritrattistica. Tra i suoi allievi fu Filippo Palizzi.

Morì nel 1851, a seguito di un'infezione di tifo all'età di 51 anni. Fu sepolto nel cimitero di Napoli, dove gli fu eretto un busto in marmo opera dello scultore Pasquale Ricca.

### Dipinti
- Ritratto del Principe di Fondi, 1833, (citato e lodato dall'Omnibus);
- La morte di Abele, 1837, (Museo nazionale di Capodimonte, Napoli);
- Ritratto di gentildonna, 1839, olio su tela, 70,5x88,5 cm, (Galleria dell'Accademia di Belle Arti di Napoli);
- Infanzia di Bacco, 1841, eseguito su commissione del Re di Napoli, (Museo nazionale di Capodimonte, Napoli);
- Sposalizio di Bacco e Arianna, 1841, eseguito su commissione della Regina di Napoli (Museo nazionale di Capodimonte, Napoli);
- Miracolo di San Berardo, 1847 (Sacrestia del Duomo di Teramo);
- Autoritratto, (Pinacoteca di Teramo)
- Autoritratto, (Pinacoteca di Macerata)
- San Paolo in atto di predicare nell'areopago di Atene, (citato da Niccola Palma);
- Caronte che traghetta le anime per la Stigia palude, (citato da Niccola Palma);
- Annunziata, (citato da Niccola Palma);
- Coriolano al focolare dei Volsci, (citato da Niccola Palma);
- Bacco e Arianna (Camera dei deputati, Roma)

### Scritti
- D'un nuovo ordinamento intorno alle scuole di Belle Arti. Discorso, Napoli, Tip. F. Azzolino, 1849.
- Dell'arte pittorica. Opera postuma, Napoli, Tip. Vitale, 1851.

### Servizi televisivi
- Mostra di pittura dell'artista Giuseppe Bonolis, a cura di Fernando Aurini, riprese di Lino Mercadante, Rai, Telegiornale Abruzzo, 4 marzo 1984, con intervista a Marcello Sgattoni curatore della mostra;